# Kris van de Giessen

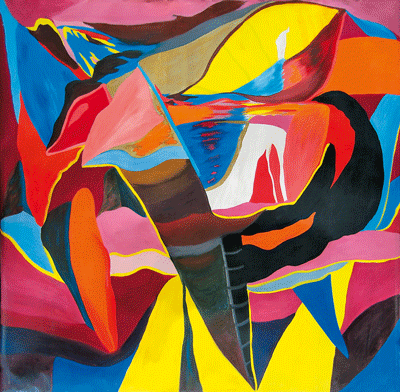
Voir comme l'abeille, 1969, huile sur toile 205 x 205 cm

Kris van de Giessen, née en 1942 à Bruxelles, fille du peintre expressionniste hollandais Arie van de Giessen (1896-1950) et de la graveuse Raymonde Thys (1909-2003), est une artiste néerlandaise.

## Premières années
Elle passe sa jeunesse dans la maison- atelier bâtie en 1938,à Grimbergen (Brabant) sur les plans de Paul Haesaerts. Cet atelier conçu  pour une vie entièrement vouée à l’art est fréquenté par de nombreux artistes, notamment le milieu artistique de la « Jeune Peinture Belge » et des « Compagnons de l'Art ».
Après la mort prématurée de son père en 1950, elle traverse des années sombres marquées par le désir de continuer avec sa mère ce qui avait été commencé à trois. D’une visite au Louvre en 1952 elle garde un souvenir vivace de la Galerie Médicis-Salle Rubens. Lors de ses études classiques gréco latine elle se passionne pour la tragédie grecque et le théâtre contemporain. En 1961 elle obtient le Prix Robert Cattier destiné à encourager la jeunesse belge à découvrir d’autres pays et réalise un voyage d’études à Lascaux, Altamira et les Eyzies.

## Études
- 1961 : Cours d’Histoire de l’art à l’Université Libre de Bruxelles
- 1962 : Cours de réalisation cinéma à l’Institut national supérieur des arts du spectacle (insas) avec le réalisateur André Delvaux. Cours de peinture monumentale à l’Ecole nationale supérieure d’architecture et des arts visuels (La Cambre) dans l’atelier de Jo Delahaut
- 1965 : Diplôme avec Pierre Alechinsky et Paul Delvaux. Exposition personnelle à l’Université de Bruxelles. Lauréate du Prix de la Galerie du Disque Rouge à Bruxelles

## Parcours

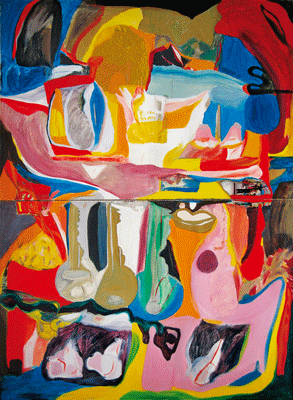
Les clefs, 1967, huile sur toile, or, collages, 246 x 180 cm

- 1966  Lauréate du Prix de la Fondation de la Vocation. Épouse l’architecte Maurice Culot le 14 juillet.  Prend un atelier et travaille une année à New York. Participation à l’exposition de la Jeune Peinture au Palais des Beaux-Arts de Bruxelles. Exposition personnelle à la Galerie Celbeton à Termonde. Exposition personnelle à la Galerie du Disque Rouge à Bruxelles
- 1967 : Peinture murale réalisée à la Résidence Empain dans une salle réservée à de jeunes adolescents
- 1968 : Peinture monumentale réalisée au restaurant de l’Université Libre de Bruxelles. Œuvres distinguées au Prix de la Jeune Peinture Belge
- 1969 : Exposition à la Galerie Drieghe à Wetteren. Participe aux expositions Facettes de l’Art Flamand à Hasselt et Gand
- 1970 : Exposition personnelle au BP Building à Anvers. Réalisation du hall d’entrée de l’école de cinéma I.N.S.A.S. à Bruxelles
- 1972 : Le Crédit Communal de Belgique acquiert deux peintures. Commence à enseigner dans des écoles d’architecture à Bruxelles,  puis Paris et Strasbourg
- 1973 : Exposition personnelle à la Galerie 5/5 à Bruxelles. Expose au Centre Culturel International d’Anvers. Œuvres acquises par le Cabinet des Estampes d’Anvers
- 1975 : Naissance de sa fille France. Exposition personnelle à la Galerie Espace 2000, avenue Louise à Bruxelles. Œuvres acquises par le Cabinet des Estampes de Bruxelles
- 1978 : Réalise un ensemble de dessins pour le hall d’entrée de l’hôtel Astoria au Coq-sur-Mer
- 1980 : S’établit à Paris. Naissance de son fils César.
- 1982 : Œuvres monumentales acquises par le Ministère de la Culture de Belgique
- 1987 : Exposition personnelle à la Galerie Jan de Maere à Bruxelles
- 1990 : Exposition personnelle « Les horizons », La Coupole à Paris
- 1992 : Exposition personnelle dans un ancien atelier de maroquinerie à Bruxelles. Acquisition de deux peintures monumentales par le Ministère de la Prévoyance Sociale à Bruxelles
- 1993-98 : Expose dans ses ateliers de Paris et Bruxelles
- 1999 : Expose dans l’atelier de l’architecte Nicolas Créplet à Bruxelles
- 2000 : Réalise un ensemble monumental, dont un plafond de 400 mètres carrés, pour le pont autoroutier d’Orival sur l’autoroute Paris-Bruxelles (architecte Philippe Samyn)
- 2002 : Réalise un ensemble de peintures monumentales formant jardin d’hiver à Rumilly en Cambrésis. Participe au concours pour la réalisation d’une aile nouvelle à l’Institut Sainte-Catherine à Hasselt. Expose un ensemble de peintures monumentales à la Clinique du Cambrésis à Cambrai
- 2003 : Réalise une étude pour le plafond de l’opéra-théâtre de Bolzano (Italie) et des études pour l’extension de l’hôpital Saint-Pierre à Bruxelles
- 2004 : Réalise un plafond peint dans une propriété privée à Lasne. Expose dans son atelier
- 2005 : Conçoit les couleurs du nouveau siège de Délégation Wallonie-Bruxelles de l’Ambassade de Belgique, 274 boulevard Saint-Germain à Paris. Les collectionneurs  René Schoonbrodt et Gabrielle Clotuche offrent une de ses toiles au musée de l'université de Louvain-la-Neuve
- 2006  : Participe au Grand prix de la création de la Ville de Paris avec une maquette de salle d’accouchement
- 2007 : Exposition personnelle à la Galerie Kennory Kim à Paris
- 2009 : Conception en collaboration avec les "Amis des musées de Verviers" de l'exposition "L'Art en Héritage"  rassemblant trois générations d'artistes d'une même famille ayant travaillé  dans l'atelier de Grimbergen.

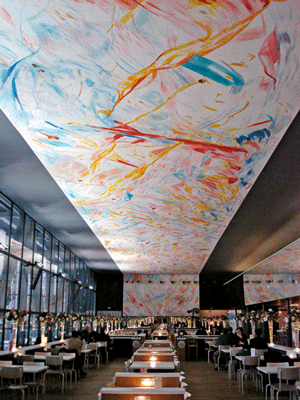
Plafond pour le restaurant du pont autoroutier à Orival (architecte Philippe Samyn) 2000-2001, huile sur toile marouflée, 400 m

- 2010 : septembre : vernissage au musée des Beaux-Arts de Verviers / décembre : exposition personnelle à l’hôpital de la "Fondation Cognacq-Jay » à Paris
- 2011 : juin : exposition personnelle Galerie Link à Gand / décembre : exposition de groupe (Kris van de Giessen, David Powel, Bill Woodrow) à la Galerie Sabine Wachters à Knokke (Belgique)